# Cercle Rouge (compilation)
Pour les articles homonymes, voir Cercle Rouge.
Cercle Rouge est une compilation de  Rap français révolutionnaire. Publiée en 1998 par Cercle Rouge production, elle succède la compilation Ma 6-T va crack-er et précède les maxis 11'30 contre les lois racistes et 16'30 contre la censure.
On y retrouve des têtes d'affiches du début du rap français, comme Mystik, Eben et Yazid.

## Liste de chansons
| No  | Titre                                  | Musique                          | Auteur                | Durée |
| --- | -------------------------------------- | -------------------------------- | --------------------- | ----- |
| 1.  | L'empreinte de mes pas                 | White & Spirit                   | Mystik                | 4:14  |
| 2.  | Noir et blanc                          | White & Spirit                   | Eben                  | 3:49  |
| 3.  | 1 pour 1                               | White & Spirit                   | Yazid                 | 4:02  |
| 4.  | Comme un animal                        | White & Spirit                   | Sinistre              | 4:00  |
| 5.  | Rien ne change                         | White & Spirit                   | 2 Neg'                | 3:48  |
| 6.  | Ainsi va la vie                        | White & Spirit                   | Mystik                | 3:50  |
| 7.  | Bad Style                              | White & Spirit                   | Rootsneg              | 4:27  |
| 8.  | Je suis en panique                     | White & Spirit                   | K-Reen                | 3:13  |
| 9.  | Retour à terre                         | White & Spirit                   | Yazid feat. Insomniak | 4:02  |
| 10. | Dans l'impasse                         | DJ White et Jean-François Richet | Mystik                | 4:46  |
| 11. | Griot                                  | White & Spirit                   | Rootsneg              | 4:19  |
| 12. | Faut laisser donner                    | White & Spirit                   | K-Reen                | 3:39  |
| 13. | La main tendue                         | White & Spirit                   | 2 Neg'                | 3:10  |
| 14. | Pas de notre faute                     | White & Spirit                   | Sinistre feat. Ramso  | 3:13  |
| 15. | Ma vision (remix)                      | White & Spirit                   | 2 Neg'                | 3:23  |
| 16. | Ma 6.T Va Crack-er (générique du film) | White & Spirit                   | Dj Spirit             | 3:25  |

## Artistes de l'album
- Mystik
- Eben
- Yazid
- Sinistre
- 2 Neg'
- Rootsneg
- K-Reen
- White & Spirit (musique)